# ナイツ (お笑いコンビ)
ナイツは、マセキ芸能社、漫才協会、落語芸術協会所属のお笑いコンビ。2000年結成。M-1グランプリ2008第3位、日清食品 THE MANZAI 2011準優勝。

## メンバー
塙 宣之（はなわ のぶゆき、1978年3月27日 - ）（47歳）
ボケ（歌ネタではツッコミ）・ネタ作成担当、立ち位置は向かって左。
土屋 伸之（つちや のぶゆき、1978年10月12日 - ）（46歳）
ツッコミ（歌ネタではボケ）担当、立ち位置は向かって右。

## 略歴
ともに創価大学の落語研究会出身。塙は26期生、土屋は27期生であり、落語研究会の先輩にやついいちろうと今立進（共にエレキコミック）が、塙の同期には南野やじ、土屋の同期に岸学（どきどきキャンプ）がいる。当時、塙は別の相方とすでに「ナイツ」として活動しており、4年連続で大学対抗「冗談リーグ」で全国1位になっていた。
塙が大学卒業後の2000年4月、4年生だった土屋を誘いコンビを結成。名前が共に「のぶゆき」だったことから当初はコンビ名を「Wノブユキ」にする予定だったが、Wけんじの弟子と勘違いされる懸念から、「ナイツ」とした。ナイツのコンビ名の由来は、塙が当時好きで毎週観ていた富永美樹アナウンサー司会による宣伝番組『見逃せナイン』（フジテレビ）をもじり、当初は「見逃せナイツ」として活動後、「見逃せ」を省き現在のナイツというコンビ名に至る。漫才師として内海桂子に、落語芸術協会では三遊亭小遊三に、それぞれ師事。また、土屋の母が所属していたことが縁で、マセキ芸能社に所属する。
事務所の社長が浅草からスターを生み出したいという考えから、マセキ芸能社の芸人を漫才協会に所属させるのが毎年恒例になっていた。新人には、活動場所に関して漫才協会もしくはテレビの2択で選ばせていた。皆がテレビを希望するも、ナイツのみテレビへの希望を却下され浅草で活動する事になった。
コンビ結成直後の同年6月、塙がバイク事故で大腿骨を骨折し、1年間歩けなくなった。当時の土屋は、塙の住居から遠く離れた場所で生活していたが3ヶ月間毎日見舞いに訪れた。また、栃木県の牧場に住み込みでビンゴ大会の司会を毎日4ステージこなすというピン芸人としての活動を続けていた。上記のエピソードをネタとして使用することもある（例：事故に遭った⇒ジーコに逢った、など）。コンビとしては1年間活動していない状態だったため結成年を2001年とすることもあるが、実際は『M-1グランプリ2008』において決勝戦で共演したオードリーやNON STYLEなどと同期である。
漫才協会入会当初は一門の兄弟子であり当時マセキ芸能社所属であった笑組に着物の畳み方や寄席のしきたりを教わっていた。
売れない頃は東京都中野区にある集会所を自腹で借り、定期的にネタを披露していた。ロケット団、宮田陽・昇、ホンキートンクを加えた4組で「漫才協会の四天王」、ロケット団とWコロンを加えた3組で「漫才協会の若手三羽烏」または「漫才協会の若手三銃士」と呼ばれる。
2007年、落語芸術協会に入会。2010年11月に漫才協会の真打に昇進した。
2016年5月22日放送の『笑点 歌丸ラスト大喜利スペシャル』（日本テレビ）の演芸では、この日を以て司会を勇退する桂歌丸と共に漫才を披露した。2017年1月1日の『新春スペシャル』の演芸においても、再共演した。

## 芸風
当初は一般的な漫才や野球ネタを披露していたが、2007年に落語芸術協会に入り寄席向けの漫才に触れたことで、「つかみ」だけで15分の長尺をやりきる漫才を模索するようになる。そこで、試験的に3分間で100個ボケられるか試し見事成功する。ここから、塙が一方的にボケつづけ、土屋がツッコミつつそれを訂正するスタイルが誕生した。初めてのネタ見せの際、チーフマネージャーの反応は芳しくなかったが、納得いかず劇場で披露したところ抜群の手ごたえを感じそのままナイツのスタイルへと定着した。また、野球ネタの中で野球に関連しないボケをひとつ入れたところ反応が良かったため、その後は野球ネタの比重が小さくなった。テレビへの露出が増えたことで、塙がボケた際に叩くなどの過激なツッコミをほとんどしなくなった。
ナイツの著名な漫才の芸風は「ヤホー漫才」と称される。塙が興味のある事柄をインターネットで調べ、その情報をことごとく間違える言葉遊びのようなネタ（例：Yahoo!→ヤホー、Google→ゴーグル、Goo→ゴーなど）。これが『爆笑レッドカーペット』で好評を博した。その後、同番組2008年12月17日放送分において、Yahoo!から花と記念品を贈られる。これに関して、サンケイスポーツ紙面にてYahoo!から公認されたと語っている。ちなみに、NHKでのネタ披露の際は会社名を伏せなければならないため「Yahoo!ね!」とする部分を、「いや、フーね!」とツッコミをいれている。
塙は「漫才は音楽」の自論を持ち、「しゃべくり漫才はロック 。NON STYLEはポップ・ミュージック、オードリーはジャズ、ナイツはテクノ」と例える。2007年頃誕生したヤホー漫才は、塙の愛聴するYMOのテクノ音楽に由来する。機械的で無機質、塙が小刻みにボケて土屋がツッコミを繰り返すことにより一定のリズムで漫才が進む。途中で、塙のテンションが下がったり下ネタを挟むのは、YMOの細野晴臣が入れるリズムのハネ、転調を表しているためである。正統派のしゃべくり漫才に括られることが多いが、会話はなくボケがツッコミを無視して喋り続けるという点で本質的には漫談に近い。このシステム上、ボケの手数は最大限に増幅しており、サンキュータツオは「しゃべくりではあるが掛け合いがない」「しゃべくり漫才に特化した先の究極形」と評している。YMOにはツッコミがないため、ボケの大枠にはツッコミはなく、土屋は観客としての役割を果たしている。
同じネタでも、披露する場所や客の年齢層によって話し方・内容・スピードなどを微妙に変える技術を持つ。寄席などの年配者が多い場所ではゆっくりと語り台詞も多く、『爆笑レッドカーペット』など短い持ち時間の際は簡潔に歯切れよくたたみ掛ける。
2010年以降は、自己紹介や塙の趣味を題材にしたネタを頻繁に披露している。流行や社会をテーマにしたネタ作成もするが、従来のような「ヤホー」のボケは組み込まれなくなっている。塙が漫才の中盤で「調子が悪い。今日俺何の話してましたっけ?」ときっかけを作り前半を振り返りつつ、それを足掛かりにさらにボケを重ねていく構成のネタもある。時には、宮崎駿が監督を務めたアニメ映画のタイトルを卑猥なものに変えるなどの下ネタや、不祥事を起こした芸能人の名前を出すなどの際どいボケ（『THE MANZAI 2011』より）も披露している。謎かけを披露し先輩芸人の持ちネタである「ねづっちです」、または「ねづっちのです」というネタもよく行っている。
塙が「今までのツッコミに飽きたので新しいツッコミをしてほしい」と土屋に頼むという体裁で、タカアンドトシ、カミナリ、ハライチ、オードリーなどの漫才におけるやり取りをまねるネタもある（『芸人ちゃんネタ祭り2017』・『THE MANZAI 2017』など）。このネタでは、塙が「強く叩いてほしい」と土屋に前振りした上で、塙を叩くツッコミをしている。
他にも吉幾三「俺ら東京さ行ぐだ」やビートルズ「ハロー・グッドバイ」などのヒット曲を土屋がほぼ原曲通りに歌い、曲の随所で塙が歌詞に対してツッコミを入れ続けるというパターンのネタも行っている。
近年のバラエティ番組出演時は、寄席・演芸場での経験を生かし、古参・ベテラン芸人をネタにしたトークを披露している。「テレビからお呼びがかからない」など、ほぼ揶揄に近い言い回しで、ネタ同様に塙がたたみかけ、土屋が突っ込むパターンが中心である。
上記のように「衣服・靴・眼鏡以外の小道具を使ったり（本人の実像を離れた）ある役になりきって演ずるような、いわゆるコント漫才」はあまりやらないがその反面、役として漫才師ナイツを徹して演じ、舞台上で「漫才のネタ・スタイルの構成の反省・修正・新開発」に関して相方と打ち合わせをする体裁で客に説明しながら、次々と新しい形式の話芸を披露している。（小道具を使う漫才を行う場合は、大抵「野球好き・大相撲好きの塙宣之」に沿った小道具を使う演目である）

## M-1グランプリ
2001年の第1回大会から2015年大会まで11回出場し、うち2008年 - 2010年大会で3年連続で決勝戦に進出した。
2008年
- ファーストラウンドでは4番目に登場し、「ヤホー漫才」を披露。審査員の大竹まことから「大したことないと思わせてだんだん面白くなっていく」、松本人志から「4分間に笑いを詰め込んでいて凄い」などと評され、3位通過で最終決戦に進出。
- 最終決戦でも同様のネタを披露し、票を獲得することができず3位に終わった。土屋は「出来が全然良くなかった。僕なんか緊張で命にかかわるくらい口が渇いてた。師匠から浅草東洋館と思ってやれと言われたけど無理だった」、塙は「同じボケを詰め込むネタだけど、NON STYLEさんは全然スピードも練習量も違った。あんなに速いのに1回も噛まなかったし（塙は1度だけ噛んだ）。圧倒的だった」と振り返っている。また塙は「実は2人とも調子が悪かった。いつもは受けるネタをやってもリズムが悪いというか、「切れのない145キロの球」みたいだった。僕は、あまりコンテストの優勝は目指さないんですよ。僕の中では「受けたい」だけ。それができなかったのが、M-1です」とも述べている。

2009年
- 不利と言われるトップバッターながら、審査員7名中5名から90点台の得点を獲得し、審査員の島田紳助から「去年より進化している」と評された。この時に記録した「634点」は、2021年大会でモグライダーが更新するまではトップバッターとしての最高得点であった。
- 8組目終了時点で暫定3位に付けたが、敗者復活で勝ち上がったNON STYLEに抜かれ、最終結果は4位。土屋は「パンクブーブーさん、笑い飯さんの1本目のネタを見て、これは正直負けるかなって思いました」、塙は「笑い飯さんがすごいのは分かってたけど、パンクブーブーさんのネタの完成度にはショックを受けた」と振り返っている。

2010年
- 本来、2000年4月に結成したコンビは2010年大会への出場が不可能だったが、前述の塙の事故を踏まえて2001年5月結成とみなされたため、出場できた。
- 5番目に登場し、「スポーツの話題」をテーマにしたネタを披露したが、前年、前々年ほど点を伸ばせず、6位に終わった。紳助はスリムクラブを引き合いに出しつつ「客ウケは悪かったが上手かった」として高得点をつけたが、同じく審査員の宮迫博之は「最初に落ち着きすぎてしまった」と指摘した。渡辺正行は大会終了後、自身のブログにて「いまひとつ勢いがなかった」と評している。
- 土屋は「出番直前のアオリ映像で『ニューナイツ』と紹介されたんですけど、蓋を開けてみたらパンクブーブーさんのほうが大きく変わっていたという。本当はああいうことをやりたかったんです」塙は「笑い飯さんのネタの途中でほぼ諦めてました。その後にはパンクブーブーさんもいたし」と振り返っている。

その後
- 大会自体が5年振りに復活した2015年大会では、得意の時事ネタで勝ち進むも、決勝戦8組には残れず敗者復活戦に臨む事となる。敗者復活戦ではそれまで披露してきた時事ネタから一変し、「俺ら東京さ行ぐだ」（吉幾三）を題材としたものだった。この回の敗者復活戦は視聴者が配信された動画を観て投票するシステムだったが、ネタ中で「俺ら東京さ行ぐだ」をほぼ全編で披露していたため、権利上の関係でネタのほとんどがカットされることとなった。結果は3位に終わり、決勝戦進出を逃した。
- 大会復活後の規定上では2016年大会がラストイヤーだったが、同大会には出場しなかった。

## 賞レース成績・受賞歴など

### M-1グランプリ（成績）
| 年     | 結果       | エントリーNo. | 決勝戦キャッチコピー | 備考                       |
| ------ | ---------- | ------------- | -------------------- | -------------------------- |
| 2001年 | 2回戦敗退  | 1409          |                      |                            |
| 2002年 | 3回戦敗退  |               |                      |                            |
| 2003年 | 3回戦敗退  | 558           |                      |                            |
| 2004年 | 3回戦敗退  | 258           |                      |                            |
| 2005年 | 3回戦敗退  |               |                      |                            |
| 2006年 | 3回戦敗退  |               |                      |                            |
| 2007年 | 準決勝敗退 | 464           |                      |                            |
| 2008年 | 決勝3位    | 4464          | 浅草の星             | ファーストラウンド 3位通過 |
| 2009年 | 決勝4位    | 4600          | 浅草の星             |                            |
| 2010年 | 決勝6位    | 4816          | 浅草の星             |                            |
| 2015年 | 準決勝敗退 | 931           |                      | 予選14位、敗者復活戦3位    |
| 2016年 | 不参加     |               |                      | ラストイヤー               |

### その他戦歴・受賞歴
- 2003年 第2回漫才新人大賞 大賞
- 2008年 お笑いホープ大賞 THE FINAL 大賞
- 2008年 平成20年度NHK新人演芸大賞 演芸部門 大賞
- 2009年 第26回浅草芸能大賞 新人賞
- 2010年 第10回ビートたけしのエンターテインメント賞 日本芸能大賞[注 3]
- 2011年 日清食品 THE MANZAI 2011 決勝大会2位
- 2013年 平成25年度（第68回）文化庁芸術祭 大衆芸能部門 優秀賞
- 2016年 第33回浅草芸能大賞 奨励賞
- 2017年 平成29年度（第67回）芸術選奨文部科学大臣新人賞[26]
- 2022年 第39回浅草芸能大賞 大賞[1]
- 2023年 令和4年度スターの手形被顕彰
- 2023年 ゆうもあ大賞[2]

## 出演番組
太字は、現在出演中。

### テレビ
- Eテレ0655、Eテレ2355（NHK Eテレ） - 『なんとなくちょっとハッピーステップ（浅草の漫才師編）』『一人ナイツ』『チョココロネをたべるのどっちから?』『みかんをむくのはどっちから?』
- ナイツのHIT商品会議室（チバテレ、2011年1月14日 - 2024年10月25日） - 初冠番組
- カイモノラボ（TBS・MBS、2011年4月 - ）[27]
- 球辞苑（NHK BS1、2014年8月11日、11月14日、2015年4月 - 12月、2016年11月 - 2017年3月、2017年11月 - ）- 不定期特番（2014年・2015年）・不定期放送（2015年）・2016年11月から野球オフシーズン期間にレギュラー放送。出演：塙、ナレーション：土屋
- ピタゴラスイッチ（NHK Eテレ、2014年9月 - ） - 『くねくね人まちがいさがし』声の出演
- 超・つば九郎タイムス（フジテレビONE、2017年6月30日 - ） - MC
- ゴルフメンタリー「サンドウィッチマン伊達とナイツショット!」（2023年6月2日 - 、ゴルフネットワーク）
- 爆笑オンエアバトル（NHK総合） 戦績3勝7敗 最高477KB[注 4]
- 爆笑レッドカーペット（フジテレビ）キャッチコピーは「ベテラン風 若手漫才」→「浅草の一番星」→「輝く浅草漫才の星」
- キャンパスナイトフジ（フジテレビ、2009年4月10日 - 2010年3月19日）
- DON!（日本テレビ、2010年3月29日 - 2011年3月25日） - 金曜日レギュラー
- テレしず通りパロパロ（テレビ静岡、 - 2011年3月）
- マツコ&有吉の怒り新党（テレビ朝日、2011年4月5日 - 2017年3月29日。2021年4月23日＜『かりそめ天国』内＞）- ナレーション、塙のみだがまれにコンビ出演。
- ナイツの治療家魂（チバテレ、2012年10月）
- ナイツのベジでヤホー（BS-TBS）（2012年10月3日 - 12月）
  - ナイツのベジラジTV（BS-TBS、2013年10月7日 - 12月16日）
  - ナイツのベジde乾杯（BS-TBS）（2014年10月7日 - 12月9日）
- 青山ワンセグ開発（NHK Eテレ）
  - ナイツの言い間違いで覚える日本史（2012年10月4日 - 2013年）
  - ナイツの言い間違いで覚える科学の法則（2013年9月3日 -2013年11月12日）
- ナイツのHIT商品プロデュース（TVQ九州放送、2013年4月 - 8月） - 『ナイツのHIT商品会議室』（チバテレ）の九州版
  - ナイツが発掘!HIT商品プロデュース（九州朝日放送、2015年4月13日 - 12月14日） - 同上
- ナイツの大岡越前(悩)相談所（時代劇専門チャンネル、2013年・2014年（各年全6回））
- ハーフタイム（TOMYO MX、2013年4月3日 - 9月26日） - 水曜MC[28]
- 浅草・東洋館 漫才大行進 ゲロゲーロ（J:COMチャンネル、2014年1月 - 2017年9月） - MC
- ナイツの丼なもんでしょう!（TOKYO MX、2014年10月 - 12月・TwellV、2015年1月 - 2月15日）
- 孫のためのJBナイツ（TwellV、2014年10月17日 - 2015年9月25日） - MC
- ミレニアムズ（フジテレビ、2014年10月18日 - 2015年9月15日）
- ゆうがたLIVE ワンダー（関西テレビ、2015年4月1日 - 9月29日） - 水曜企画「ワンダホー関西」隔週リポーター
- とりよせ亭（BSジャパン、2015年4月13日 - 12月21日） - MC
- なるほどストリート（テレビ東京、2016年4月 - 11月） - MC（榊原郁恵と交互に隔週で担当）
- お笑い演芸館（BS朝日、2016年4月 - 2021年3月25日） - MC [29]
  - お笑い演芸館VS.（BS朝日、2021年4月1日 - 9月23日） - MC [30]
- GO!GO!ニンじゃぽん（Season1:2018年1月 - 3月、Season2:2019年1月7日 - 2月25日、Season3[注 5]:2020年1月 - 2月、北陸放送ほか）
- うまズキッ!（フジテレビ）- 不定期出演、土屋のみだがまれにコンビで出演。
- ナイツの素人包丁（時代劇専門チャンネル、2018年10月12日 - 2019年3月22日）[31]
- 独占SPORTSチャンネル（BS日テレ、2022年3月27日 - 2022年9月27日・11月26日） - コーナーレギュラー
- 商店街 ふれあいグルメ散歩（山形放送、2020年10月4日 - 2021年1月17日） - メイン出演者
- アメトーーク!（テレビ朝日、2008年 - ） - 不定期出演
- ロンドンハーツ（テレビ朝日、2009年 - ） - 不定期出演
- まめサタ（テレビ静岡、2011年 - 2013年） - 不定期出演
- 水曜日のダウンタウン（TBS、2014年 - ） - 不定期出演
- 浅草お茶の間寄席（チバテレ） - 不定期出演の他、2016年以降の1月1日は『初春 浅草お茶の間寄席』に毎年出演

ほか多数
特番
- 新春!お笑い名人寄席（2011年 -（毎年1月2日）、テレビ東京） - コーナーMC
- 爆笑問題の検索ちゃん 検索ちゃんネタ祭り（2014年12月26日 -（毎年年末）、テレビ朝日）
- サンド＆ナイツの一笑懸命（2015年3月22日、BSテレ東） - MC
- お笑いチャンピオンステージ（2016年1月9日、BSテレ東） - MC
- ナイツと石森虹花（欅坂46）が見つける! 東京de宮城旅（2016年12月24日、KHB東日本放送）
  - ナイツと石森・守屋 (欅坂46) が見つける! 東京de宮城旅2（2017年12月23日、KHB東日本放送）
  - 宮城県民も初耳!? ナイツと石森虹花 (欅坂46) の東京知らナイツアー（2018年12月29日、KHB東日本放送）
- 鉄オタ選手権〜京成電鉄の陣〜（NHK BSプレミアム、2018年11月17日）
- 細野晴臣イエローマジックショー2（2019年1月1日、NHK BS4K／1月2日、NHK BSプレミアム）[32]
- 世界は教科書でできている（2020年8月19日・26日・2021年1月2日・12日・11月3日・2022年3月26日、NHK総合） - 司会
- ナイツのニッポン全国お買い物ジャーニー（2021年1月 - 4月、J:COMチャンネル）
- BSフジ サタデープレミアム 出動!ラーメン刑事（2021年6月5日 - 、BSフジ） - MC
- 日曜ビッグバラエティ サンド軍VSナイツ軍!とっておき激推し芸人ネタバトル!（2021年9月5日、テレビ東京） - MC
- ナイツも太鼓判!有名人のイチオシ宮城グルメ（2022年1月26日・12月24日、khb東日本放送）
- ナイツの芸人ヒストリー〜笑いと涙の人生劇場〜（2022年6月18日、BS朝日） - MC
- ふるさとじまんざい（2022年10月23日、テレビ西日本） - MC

### ラジオ
- 高田文夫のラジオビバリー昼ズ （ニッポン放送、2012年4月 - [注 6]） - 木曜レギュラー
- ナイツのちゃきちゃき大放送（TBSラジオ、2015年10月3日 - ）※毎週土曜日
- ナイツ ザ・ラジオショー（ニッポン放送、2020年9月7日 - [注 7]）※毎週月 - 木曜日
  - ナイツ・中川家 ザ・ラジオショー スポーツSP（ニッポン放送、2021年7月21日）
- サタデー知っとかナイツ→サンデー知っとかナイツ（ニッポン放送、2011年10月 - 2013年3月）

### ネット配信
- お前が語るな○○ニュース!（GyaO!、2017年3月16日・23日・28日） - MC
- 今夜、釈明しますm(_ _)m（AbemaGOLDチャンネル、2017年4月30日・5月27日・6月24日） - 司会
- GyaOジョッキー「goingマセキway サーズデイ・ナイツ・フィーバー」（GyaO!、2008年10月9日 - 2009年6月11日）4週に1回
- ナイツの素人包丁 特別編（Amazonプライム、2019年3月29日）
- プロ野球 そこそこ昔ばなし（Amazonプライム、2019年10月18日 - 2020年1月24日） - MC
- シン・ブラックジャイアンツ計画 完全版（DAZN、2021年12月17日 - 2022年6月24日）

### ドラマ
- 名古屋行き最終列車 1番ホーム〜23時40分 名鉄岐阜発〜（名古屋テレビ、2012年12月17日） - 警察官 役
- 連続テレビ小説 まれ 第58話（NHK総合、2015年6月4日） - 本人たち役
- 孤独のグルメ SEASON5 第12話（テレビ東京、2015年12月18日）
- サンドナイツがプロ野球選手だけの居酒屋はじめました（テレビ東京、2023年1月6日 - 3月24日） - 本人 役[33]

### CM
- 平成観光 (2009年 - )
- キリンビバレッジ「ファイア NEO」『Team neo（チーム・ネオ）』篇（2012年4月3日 - ）[34]

·マクドナルドCM
- サントリー食品インターナショナル「伊右衛門」『満飲御礼』篇（2021年8月23日 - ） - 本木雅弘、芦田愛菜と共演[35]
- アートネイチャー「マープ ラッシュ プレミアム」『レッドカーペット』篇（2023年9月21日 - ）[36]
- 日本マクドナルド「スパイシーチキンマックナゲット黒胡椒ガーリック」『大人はつらいよ登場』篇（2025年1月14日 - ）[37]

## DVD
- ナイツのヤホーで調べました（2008年12月3日、ビクターエンタテインメント）
- 21世紀大ナイツ展（2009年2月25日、ビクターエンタテインメント）
- ナイツの未来を開くチカラ!（2010年、シナノ企画）（創価学会関連。新対話シリーズ No.81）
- ナイツ独演会（2010年12月29日、コンテンツリーグ）
- ロケット団・ナイツ・Wコロンライブ「浅草三銃士」（2011年1月26日、コンテンツリーグ）
- ナイツ独演会 其の二（2012年1月11日、コンテンツリーグ）
- ナイツ独演会 〜浅草百年物語〜（2013年1月23日、コンテンツリーグ）
- 中川家×サンドウィッチマン×ナイツ「漫才サミット〜実力派漫才師・ 笑いの頂上会談〜」（2013年5月29日、よしもとアール・アンド・シー）
- ナイツ独演会 主は今来て今帰る。[注 8]（2014年1月22日、コンテンツリーグ）
- 二人対談（2015年1月28日、コンテンツリーグ）
- ナイツ独演会 顎を引いて頑張れッッ（2016年1月27日、アニプレックス）
- ナイツ独演会 この山吹色の下着（2017年2月15日、アニプレックス）
- ナイツ独演会 味のない氷だった（2018年1月31日、ソニー・ミュージックマーケティングユナイテッド）
- ナイツ独演会 「ワッショイ」でない事だけは確か（2019年1月30日、コンテンツリーグ）
- ナイツ独演会 エルやエスの必需品（2020年1月29日、コンテンツリーグ）
- ナイツ独演会 四苦八苦してカンペィが正解（2021年2月24日、コンテンツリーグ）
- ナイツ独演会 「キャホー」と言いながら亭主が帰ってきた。（2022年2月23日、コンテンツリーグ）
- ナイツ独演会 それだけでもウキウキします（2023年2月22日、ソニー・ミュージックマーケティングユナイテッド）
- ナイツ独演会 実況の人が『そうですね』ばっかり言うでしょう（2024年2月28日、コンテンツリーグ）
- ナイツ独演会 でも懐には分厚いお札が入っていた（2025年2月26日、ソニー・ミュージックマーケティングユナイテッド）

## CD
- ナイツ爆笑漫才スーパーベスト（2015年11月11日、ドリーミュージック）

## 文筆活動
※塙単独での著作は塙宣之#書籍を参照。
- ナイツのヤホーで調べました（2009年4月30日、竹書房、ISBN 4812438187）
- ナイツの勘違い時事相談（2010年7月16日、竹書房、ISBN 4812442958）
- ナイツの言い間違いで覚える日本史（2013年7月9日、学研パブリッシング、ISBN 4054057446）
- 人生にムダなことはひとつもない（佐藤優との共著、2018年1月5日、潮出版社、ISBN 4267020949）

## 広告
- 株式会社ラルズネット（不動産★連合体）
- 平成観光（KEIZ）
- 興和
- キリンビバレッジ（FIRE neo）
- 弁護士法人アディーレ法律事務所（「頭の中は借金でいっぱい」編）
- ワイモバイル （塙のみ。ナレーション）
- ヤマダイ（ニュータッチ ラジオCM）
- 眼鏡市場
- マニュライフ生命保険
- モンデリーズ・ジャパン（リカルデント）
- カンロ 健康のど飴ドクタープラス
- マクドナルド
  - ごはんバーガー『窓際の女篇』『様々な人生篇 』（2020年2月 - ） - 高橋克実と共演 [38]
  - WEB漫才動画（2020年2月） - ナイツの2人によるオリジナルの漫才動画5作品。マクドナルド公式Twitterキャンペーン
  - ごはんダブチ『ごはんat HOME・母』篇（2020年10月 - ） - 夏木マリと共演[39][40]
  - ごはんバーガー『農家でごはん篇』（2021年9月 - ） - 妻夫木聡、志尊淳と共演
- サントリー食品インターナショナル「伊右衛門」（「満飲御礼」篇）